# Tatovering
 "Tattoo" omdirigeres hertil. For andre betydninger af Tattoo, se Tattoo (flertydig).
Tatovering er en permanent tegning, der udføres ved at stikke farvepigment ind i hudlaget. Tatoveringer praktiseres på mennesker og dyr, hvor formålet for menneskers vedkommende er en kropsmodifikation eller kropsudsmykning, hvorimod tatovering på dyr typisk benyttes som identifikation.
Ainu-folket, den oprindelige befolkning i Japan, bar ansigtstatoveringer. Tatoveringer var udbredt hos folk i Polynesien, Filippinerne, Borneo, Afrika, Nordamerika, Sydamerika, Mellemamerika, Europa, Japan, Cambodia og Kina. Tabu og modstand mod tatovering gennem tiderne har ikke forhindret den fortsatte udbredelse af tatovering over hele verden.
En person, der udfører tatovering, er en tatovør.

## Navnet
Ordet "tatovering" stammer fra det engelske ord "tattoo", der kan spores tilbage til tahitisk "tatu" eller "tatau", der betyder at markere eller at strege (hvilket hentyder til den traditionelle måde at påføre tegningen på). I Japan bruges ordet "iresumi" om japanske tatoveringer, mens ordet "tattoo" bruges om ikke japansk design.
Øvrige navne for tatovering er "tousch, "tus", "tusse", "tat" eller blot "tattoo".

## Historie
Tatoveringer har været en del af den eurasiske kultur siden yngre stenalder. Der er fundet kinesiske mumier dateret til det andet århundrede f.Kr. med tatoveringer. Japanske tatoveringer menes at have fundet sted titusinder af år tilbage. Mange andre kulturer har haft deres egne tatoveringstraditioner, lige fra at indgnide aske i åbne sår til at prikke tegn ind med nåle – næsten som i dag.
Inden for Kongehuset havde kong Frederik 9. tatoveringer. Frederik 9. blev kaldt "sejlerkongen" eller "sømandskongen", blandt andet på grund af kongens mange tatoveringer.
Kong Frederik har ligeledes tatoveringer, en lille illustration af en haj på benet samt et nordisk motiv på skulderen.
I tusindvis af år har der over hele verden foregået tatoveringer. Først i moderne tid har kirurgi gjort det muligt at operere en tatovering væk. Fjernelse af tatoveringer kan ske med laserbehandling, dog med risikoen for mere eller mindre ardannelse. Fjernelse af tatoveringer kræver 1-25 laserbehandlinger og enkelte tatoveringer forsvinder aldrig helt.
Historisk set har tatovører altid været vigtige personer i de samfund hvor tatoveringer blev praktiseret, men i dag kan alle, mere eller mindre springe ud som tatovør.
I nyere tid har tatovører fået en mindre kendisstatus i blandt andet tv-programmer som L.A. Ink, London Ink og Miami Ink.

## Stilarter

### Old School
Old School (eller Old Skool som det også kaldes[kilde mangler]) er fra tatoveringernes tidligere dage.
Old School designs er sædvanligvis enklere design med fede skitser og begrænsede primære farver – specielt sort, rød og blå.
Nogle populære old school designs gennem tiden er symboler fra diverse væbnede styrker og søfarten samt pinups, kalenderpiger, hjerter og andre konstruktioner med bånd omkring, med et motto, navn eller specielle dato.

### New School
New School Tatoveringer er blevet en populær tatoverings stil.
New School er ikke så meget forskellig fra Old School som stilarten også springer ud fra. New School benytter kraftige, iøjnefaldene farver som springer meget ud. Motiverne er typisk mere i retningen af moderne kunst og fantasifulde designs end de gamle Old School motiver som typisk var meget ensformige og alle med forskellige betydninger.
Old og New School blandes ofte for at få en effekt af gamle ordsprog og betydninger blandet med ny og spektakulær stil.

### Tribal
Tribal er en stilart, som bedst kendes på sine former. Den kendetegnes bedst ved, at der er malet et abstrakt mønster, som består af linjer og cirkler, der ofte minder om halvmåner.
Tribal-stilarten har udspring i oldtiden, hvor den blev brugt at lokalt stammefolk (for at man kunne se at man tilhørte en bestemt stamme eller havde en hvis status i gruppen). Den kendte tatovør Don Ed Hardy satte i midtfirserne gang i at tribal blev populær. Den traditionelle tribal er ensfarvet (ofte) sort og danner et abstrakt mønster.
Tribal er i dag stadig en meget populær stilart. Den har videreudviklet sig og selve formen er blevet en slags ramme for andre tatoveringer (sort/hvid er stadig mest udbredt).

### Watercolor
Watercolor er en stilart, hvor artisten leger med farvespil. Den meget feminine stilart, drives ofte i huden med cirkulære bevægelser, med opvandet blæk, for at opnå en mindre mætning af farven.
Stilarten har udspring i malerier, hvor man bruger samme fremgangsmåde med at opvande farven, så den "løber" ud på maleriet.
Watercolor er meget populært blandt især kvinder, da tatoveringen ofte får et feminint udtryk.

## Arbejdet
En tatovering udføres ved at skyde farve ind under huden med en tatoveringsmaskine med et tatoveringsrør og en tatoveringsnål. Tatoveringsmaskinen slår ca. 1000 gange i minuttet afhængigt af tatovørens indstilling. Tatovøren bærer desuden engangshandsker for at beskytte sig selv mod eventuelle sygdomme, og for at sikre der ikke sker kryds-infektioner.

## Lovgivning i Danmark
I Danmark er tatovering reguleret ved lov. Loven foreskriver, at tatoveringer skal udføres fra et registreret tatoveringssted, der er undergivet tilsyn fra Sikkerhedsstyrelsen. Tatovør er dog ikke en beskyttet titel. Tatoveringsloven forbyder tatoveringer af personer under 18 år og tatoveringer på hænder, hals eller ansigt.

## Udstyr
- Tatoveringsmaskine – Håndholdt maskine der driver tatoveringsnålen op og ned bevægelser ca. 1000 gange pr. minut.
- Tatoveringsnål – Nål der drives af tatoveringsmaskinen; nålen dyppes sammen med tatoveringsrøret i farve.
- Tatoveringsrør – Rør, af kirurgisk stål, monteres på maskinen – tatoveringsnålen kører heri.
- Tatoveringsmåtte - En blød måtte man kan ligge på mens arbejdet bliver udført.